# Рене Дерьоддр
Рене Дерьоддр (фр. René Dereuddre, 26 червня 1930, Бюллі-ле-Мін — 16 квітня 2008, Ле-Ман) — французький футболіст, що грав на позиції півзахисника, зокрема, за клуби «Тулуза», «Нант» та «Гренобль», а також національну збірну Франції. По завершенні ігрової кар'єри — тренер.
Володар кубка Франції. 

## Клубна кар'єра
У футболі дебютував 1947 року виступами за команду «Бюллі-ле-Мін», в якій провів три сезони. 
Протягом 1950—1953 років захищав кольори «Рубе-Туркуен».
Своєю грою за останню команду привернув увагу представників тренерського штабу клубу «Тулуза», до складу якого приєднався 1953 року. Відіграв за команду з Тулузи наступні чотири сезони своєї ігрової кар'єри. Більшість часу, проведеного у складі «Тулузи», був основним гравцем команди. За цей час став володарем кубка Франції.
Згодом з 1957 по 1960 рік грав у складі команд «Ланс» та «Анже».
1959 року уклав контракт з клубом «Нант», у складі якого провів наступні два роки своєї кар'єри гравця.  Граючи у складі «Нанта» також здебільшого виходив на поле в основному складі команди. У складі «Нанта» був одним з головних бомбардирів команди, маючи середню результативність на рівні 0,36 голу за гру першості.
1961 року перейшов до клубу «Гренобль», за який відіграв 3 сезони. Тренерським штабом нового клубу також розглядався як гравець «основи». Завершив професійну кар'єру футболіста виступами за команду «Гренобль» у 1964 році.
| Дата       | Місто    | Господарі | Результат | Гості    | Турнір             | Голи | Примітки |
| ---------- | -------- | --------- | --------- | -------- | ------------------ | ---- | -------- |
| 30-5-1954  | Брюссель | Бельгія   | 3 – 3     | Франція  | товариський матч   | -    |          |
| 16-6-1954  | Лозанна  | Югославія | 1 – 0     | Франція  | ЧС 1954 - 1-й етап | -    |          |
| 19-6-1954  | Женева   | Франція   | 3 – 2     | Мексика  | ЧС 1954 - 1-й етап | -    |          |
| 16-10-1954 | Ганновер | ФРН       | 1 – 3     | Франція  | товариський матч   | -    |          |
| 11-11-1954 | Коломб   | Франція   | 2 – 2     | Бельгія  | товариський матч   | -    |          |
| 2-6-1957   | Нант     | Франція   | 8 – 0     | Ісландія | Відбір до ЧС 1958  | 1    |          |
| Усього     |          | Матчів    | 6         |          | Голів              | 1    |          |

## Кар'єра тренера
Розпочав тренерську кар'єру відразу ж по завершенні кар'єри гравця, 1964 року, очоливши тренерський штаб клубу «Ле-Ман». Досвід тренерської роботи обмежився цим клубом.
Помер 16 квітня 2008 року на 78-му році життя у місті Ле-Ман.

## Титули і досягнення
- Володар Кубка Франції (1):

«Тулуза»: 1957